# Stadio Qemal Stafa
Lo stadio Qemal Stafa (in albanese Stadiumi Kombëtar Qemal Stafa) è stato un impianto polisportivo di Tirana, capitale dell'Albania, inaugurato nel 1946 e demolito nel 2016.
Utilizzato principalmente per il calcio, fu intitolato a Qemal Stafa, eroe della resistenza albanese nel periodo della seconda guerra mondiale.
Costruito a partire dal 1939, fu inaugurato nel 1946 per la Coppa dei Balcani, vinta alla nazionale albanese padrona di casa. Lo stadio fu utilizzato per le partite di calcio del campionato e della nazionale albanese, per l'atletica leggera e, durante l'epoca socialista, per sei Spartachiadi albanesi (1959, 1969, 1974, 1979, 1984 e 1989).
Anche se fu ampliato nel 1974, per ospitare fino a 35 000 spettatori, nel 1990 la sua capacità fu ridotta a 19 700 posti a sedere.
A metà degli anni duemiladieci, il piano per la demolizione dello stadio e la costruzione di un nuovo impianto furono approvati dalla federcalcio albanese e dal governo albanese, i quali dividono i diritti di proprietà. Il 22 giugno 2016 lo stadio fu completamente demolito.
Il nuovo stadio, l'Arena Kombëtare, che sostituisce lo stadio nazionale Qemal Stafa, ha una capienza di 22 500 spettatori ed è stato realizzato con un costo di 60 milioni di euro. L'attuale stadio non conserva la pista di atletica, rimossa, ed è dedicato solo al gioco del calcio; nella forma richiama vagamente la mappa politica dello stato d'Albania e nella parte esterna presenta i colori rosso e nero, tipici della bandiera albanese.

## Storia

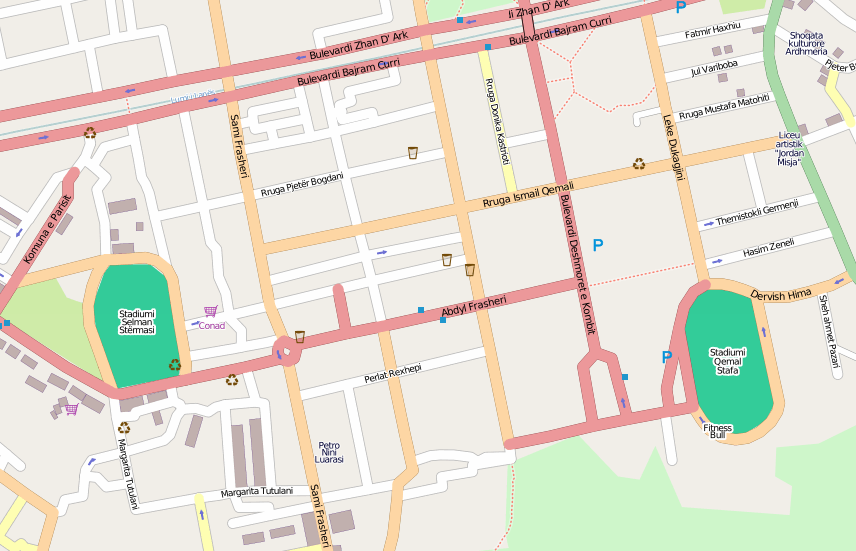
Lo stadio Qemal Stafa e lo stadio Selman Stërmasi (più a sinistra) nella cartina di Tirana

Lo stadio iniziale era concepito come olimpico secondo la visione di Gherardo Bosio, giovane architetto di Firenze.
La sua capacità prevista era di 15 000; Tirana a quel tempo aveva meno di 60 000 abitanti, ragion per cui lo stadio sarebbe stato più che sufficiente. Lo stadio, progettato originariamente con una forma ellittica, avrebbe dovuto essere completamente rivestito in marmo. Galeazzo Ciano pose simbolicamente la prima pietra nell'agosto del 1939. La costruzione durò quattro anni, ma il lavoro fu interrotto nel 1943 dopo la capitolazione dell'Italia fascista. Dopo la seconda guerra mondiale, 400 lavoratori e 150 volontari al giorno completarono la costruzione dello stadio. Il previsto rivestimento marmoreo fu installato solo su un cavalletto.
Lo stadio è intitolato a Qemal Stafa, un eroe albanese della seconda guerra mondiale. L'inaugurazione avvenne in occasione della partita della nazionale albanese giocata il 7 ottobre 1946, in occasione della Coppa dei Balcani. La coppa fu vinta dall'Albania, che batté squadre come la Jugoslavia, la Bulgaria e la Romania. Dopo lo stadio fu utilizzato per le partite del campionato albanese, per l'atletica e le sei Spartachiadi albanesi.
Il secondo stadio di calcio edificato a Tirana, lo stadio Selman Stërmasi, fu costruito nel 1959, ma inaugurato alla fine del 1960. Nei primi anni 1970 la capacità dello stadio non era ancora sufficiente a soddisfare le crescenti esigenze del campionato albanese. Lo stadio Qemal Stafa fu rinnovato per il trentesimo anniversario della Liberazione dell'Albania, nel 1974: uno degli spalti fu esteso, fino a portare l'impianto alla capienza di 35 000 posti. Un display elettronico fu acquistato in Ungheria e installato. Lo stadio ampliato fu inaugurato nel novembre del 1974, in occasione della terza Spartachiade nazionale.
Dopo il 1991, furono sviluppati altri progetti di modernizzazione, tra cui l'installazione di sedili, che hanno ridotto la capacità a 19 700 posti. Nel 1996  lo stadio Qemal Stafa fu dotato di illuminazione per eventi serali, con il finanziamento della UEFA. Nel 2008 l'impianto fu ulteriormente rinnovato con nuove aree per le procedure anti-doping e camere con connessione Internet per i giornalisti.
Lo stadio era utilizzato dalla nazionale albanese e per le partite casalinghe delle squadre di Tirana: KF Tirana, Partizani Tirana e Dinamo Tirana.

## Ultimi anni

### Piani di demolizione e ricostruzione
Nel giugno del 2010 il governo albanese mise lo stadio in vendita. Durante l'estate del 2010, vi furono dei disaccordi tra la federcalcio albanese (FSHF) e il governo albanese circa la gestione dello stadio. La FSHF proponeva che lo stadio, invece di essere venduto, fosse totalmente donato dal governo alla FSHF, a condizione che l'impianto ricevesse finanziamenti dalla UEFA per la sua ricostruzione. L'8 ottobre 2010 il primo ministro albanese Sali Berisha dichiarò che per il centesimo anniversario della Dichiarazione d'indipendenza albanese, previsto per il 2012, sarebbe stato costruito un nuovo stadio a Tirana.
Il nuovo stadio, già approvato dalla FSHF e il governo, avrebbe sostituito quello esistente, che sarebbe stato demolito, per lasciare spazio a un impianto di circa 33 000 posti. Il costo totale della costruzione fu quantificato intorno ai 60 milioni di euro e il 75% dei diritti di proprietà dello stadio sarebbe appartenuto alla FSHF, con il restante 25% si proprietà del governo albanese.

### Nuovo nome
Nel gennaio del 2010, dopo la morte del famoso giocatore albanese Panajot Pano, pervenne al governo albanese una richiesta ufficiale da parte del Partizani Tirana e del Ministero del Turismo, Cultura, Gioventù e Sport al fine di rinominare lo stadio in onore di Pano.

## La "maledizione" del Qemal Stafa
Durante i primi anni 2000, lo stadio era considerato una "maledizione" per le altre squadre nazionali da parte dei media albanesi, poiché l'Albania raramente fu sconfitta nello stadio. Dal settembre 2001 all'ottobre 2004 la nazionale albanese rimase imbattuta in casa allo stadio Qemal Safa.